# Wissenschaftsjahr 1513
Liste der Wissenschaftsjahre

◄◄ | ◄ | 1509 | 1510 | 1511 | 1512 | Wissenschaftsjahr 1513 | 1514 | 1515 | 1516 | 1517 | ► | ►►

Weitere Ereignisse
Dieser Artikel behandelt das Wissenschaftsjahr 1513.

## Ereignisse

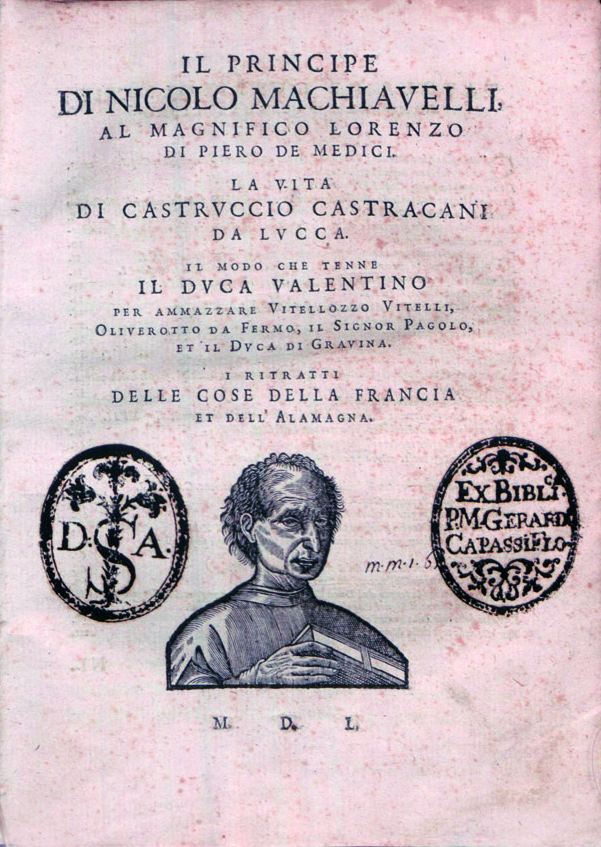
Titelseite von Il Principe 1550

### Kulturwissenschaften

#### Geisteswissenschaften

##### Philosophie

###### Politische Philosophie
- Niccolò Machiavelli schreibt sein berühmtestes Buch Il Principe (Der Fürst), eine Abhandlung über die Kunst der Staatsführung. Das Werk gilt als eines der ersten – wenn nicht als das erste – Werk der modernen politischen Philosophie. Stilistisch in der Tradition mittelalterlicher Fürstenspiegel stehend, formuliert es die modernen, von moralischen und religiösen Vorstellungen losgelösten, Grundsätze der Staatsraison. Zusammen mit den gleichzeitig entstandenen Discorsi stellt es das Hauptwerk Machiavellis dar.

### Biowissenschaften

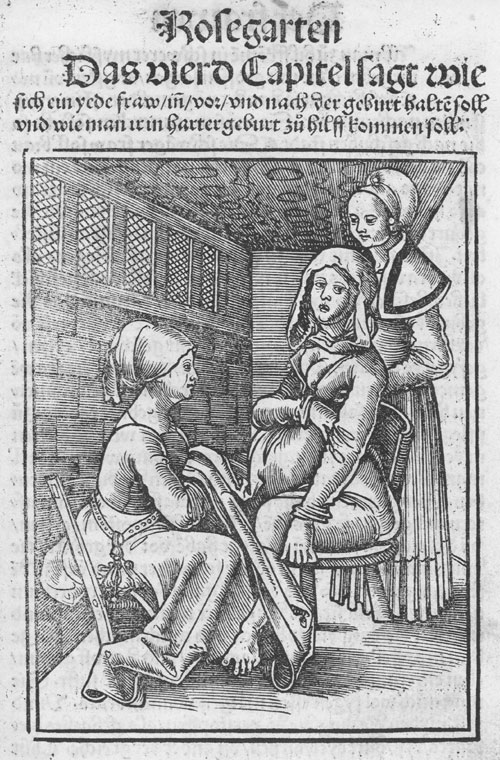
Abbildung aus Eucharius Rösslins Der schwangeren Frauen und Hebammen Rosengarten

#### Medizin
- Eucharius Rösslin der Ältere veröffentlicht sein Buch Der schwangeren Frauen und Hebammen Rosengarten. Es ist das erste bedeutende Handbuch zur Geburtshilfe und beruht auf alten Texten, insbesondere Werken von Soranos von Ephesos (in der zu Beginn des 6. Jahrhunderts als Gynaecia angefertigten Übersetzung und Bearbeitung von Gynaikeia durch Mustio), und auf dem Werk des italienischen Arztes Giovanni Michele Savonarola. Die 13 Kapitel enthalten 25 von Erhard Schön angefertigte Holzschnitte, auf denen verschiedene Kindslagen und ein Gebärstuhl dargestellt werden.

### Naturwissenschaften

#### Astronomie
- In Oppenheim veröffentlicht Johannes Stöffler seine Schrift Elucidatio fabricae ususque astrolabii. Sie gilt bei Astronomen und Feldmessern lange Zeit als Standardwerk zur Anwendung des Astrolabiums.[1]

#### Geowissenschaften

##### Atmosphärenwissenschaften

###### Meteorologie
- Der Mönch Kilian Leib beginnt mit den täglichen Aufzeichnungen seiner Wetterbeobachtungen in Rebdorf, die bis heute eine wichtige Quelle für die Meteorologie darstellen. Er trägt seine Beobachtungen in Ephemeriden ein, in denen er auch die wirtschaftlichen Auswirkungen der Wetterphänomene festhält. Dieses Wettertagebuch führt er bis 1531.

##### Geographie / Entdeckungen

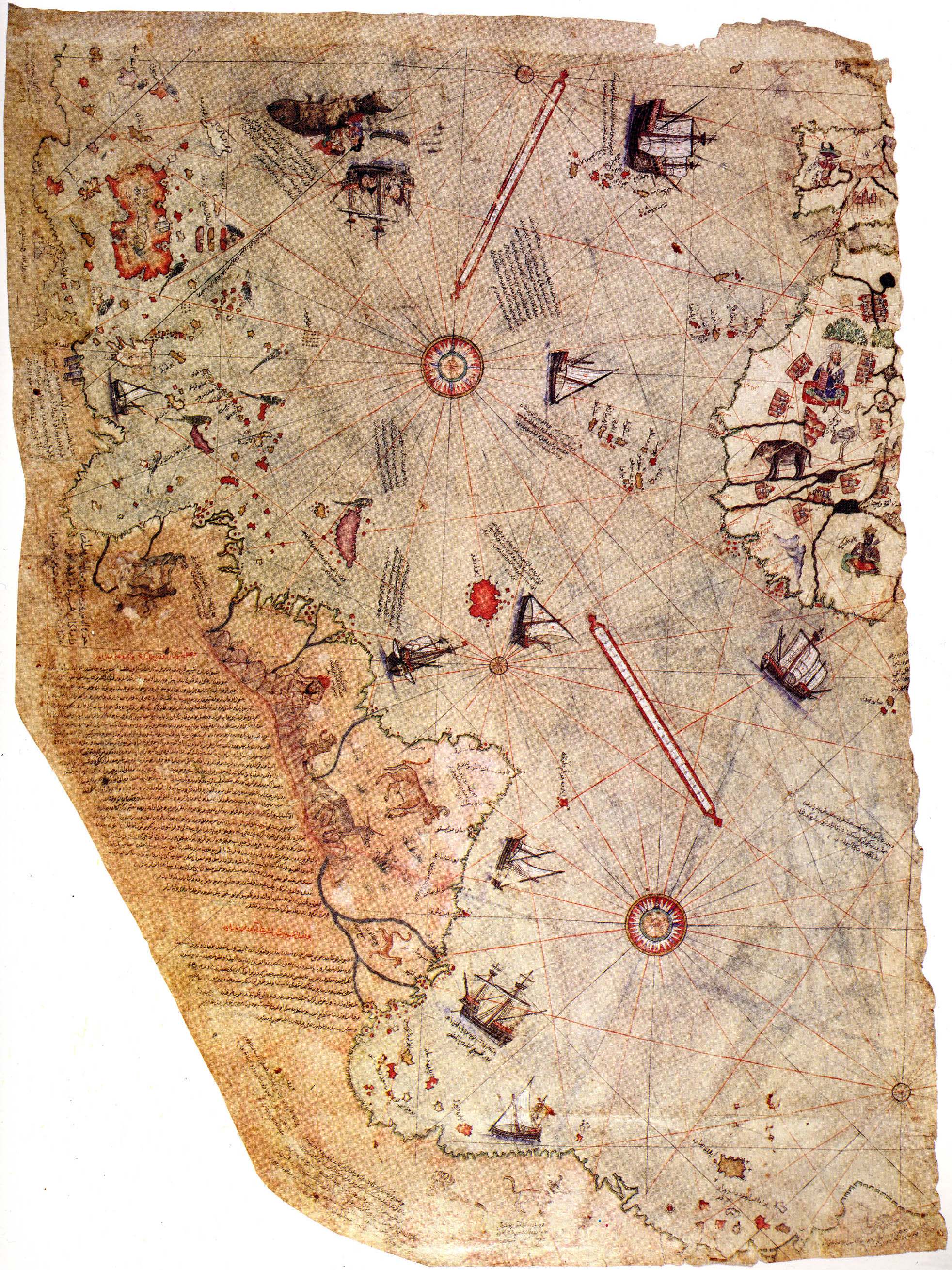
Karte des Piri Reis

- 27. März: Juan Ponce de León ist der erste Europäer, der das heutige Territorium der Vereinigten Staaten, genauer gesagt Florida, erblickt.[2]
- Mai: Der portugiesische Entdecker Jorge Álvares landet auf der Insel Lintin in der Mündung des Perlflusses.[2]
- 25. September: Vasco Núñez de Balboa erblickt als erster Europäer den Pazifischer Ozean, oder genauer gesagt den Golf von San Miguel, eine Bucht des Golfs von Panama. Er ist somit möglicherweise der erste, der die Kontinent-Eigenschaft Amerikas entdeckt, wiewohl sie von Amerigo Vespucci wenige Jahre zuvor schon postuliert wurde.[2]
- Die Portugiesen landen auf der Insel Ambon.

##### Kartographie
- März/April: Im islamischen Monat Muharram entsteht die sogenannte Karte des Piri Reis, eine Seekarte des Zentralatlantiks, die dem osmanischen Admiral Piri Reis zugeschrieben wird. Sie zeigt neben schon lange bekannten Gegenden Westeuropas, des Mittelmeers und Nordafrikas auch Küstenlinien Westafrikas sowie Nord- und Südamerikas.

## Geboren

### Geburtsdatum gesichert
- Wolfgang Meurer; * 13. Mai08. Februar: Daniele Barbaro, venezianischer Wissenschaftler und Politiker († 1570)

Wolfgang Meurer; * 13. Mai

- 13. Mai: Wolfgang Meurer, sächsischer Pädagoge, Meteorologe und Arzt († 1585)
- 04. Juni: Niels Hemmingsen, dänischer evangelischer Theologe, Philologe und Schulreformer († 1600)

- 15. August: Georg Cassander, deutscher Theologe und Humanist († 1566)

- 21. Oktober: Adrian Albinus, deutscher Rechtswissenschaftler († 1590)

### Genaues Geburtsdatum unbekannt
- Johann Argentier, italienischer Mediziner († 1572)
- Giacomo Antonio Cortusi, italienischer Botaniker († 1603)
- Jacques Daléchamps, französischer Botaniker und Arzt († 1588)

- Johannes von Schröter, deutscher Mediziner und erster Rektor der Universität Jena († 1593)

### Geboren um 1513
- Georg Melhorn, deutscher Pädagoge und evangelischer Theologe († 1563)
- Richard Morison, englischer Humanist und Diplomat († 1556)

## Gestorben

### Todesdatum gesichert
- Martin Pollich; † 27. Dezember06. März: Angelus Rumpler, deutscher Abt und Geschichtsschreiber (* 1460/1462)

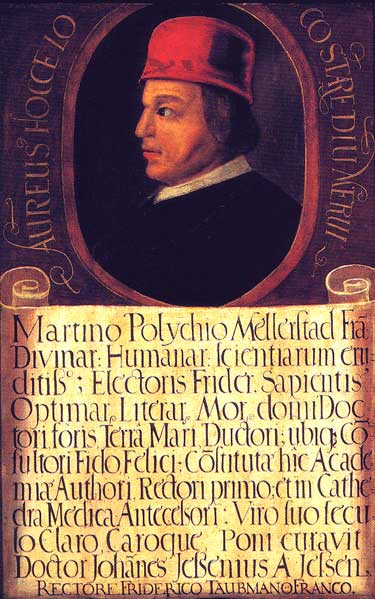
Martin Pollich; † 27. Dezember

- 03. November: Augustin Olomoucký, böhmischer Humanist, Schriftsteller und Kunstsammler (* 1467)

- 23. November: Nicolaus Matz, deutscher Theologe, Rektor der Universität Freiburg und Domherr in Speyer (* um 1443)

- 27. Dezember: Martin Pollich, deutscher Philosoph, Mediziner und Theologe, Gründungsrektor der Universität Wittenberg (* um 1455)

### Genaues Todesdatum unbekannt
- Bartolomeo della Fonte, italienischer Humanist, Dichter und Übersetzer (* 1446)
- Ibn Ghazi al-Miknasi, marokkanischer Gelehrter und Mathematiker (* 1437)
- Khedrub Norsang Gyatsho, tibetischer Gelehrter und buddhistischer Geistlicher (* 1423)
- Hua Sui, chinesischer Pionier des Metalldrucks mit beweglichen Lettern (* 1439)